# Chromosome 3 humain
Le chromosome 3 constitue l'une des 23 paires de chromosomes humains. C'est l'un des 22 autosomes.

## Caractéristiques du chromosome 3
- Nombre de paires de base : 199 505 740
- Nombre de gènes : 1 168
- Nombre de gènes connus : 1 033
- Nombre de pseudo gènes : 499
- Nombre de variations des nucléotides (S.N.P ou single nucleotide polymorphism) : 575 050

## Gènes localisés sur le chromosome 3
- BAP1

## Maladies localisées sur le chromosome 3
- La nomenclature utilisée pour localiser un gène est décrite dans l'article de celui-ci
- Le tremblement essentiel est supposé être localisé sur le chromosome 3 même si l'on ne connaît pas encore le locus précis.
- Les maladies en rapport avec des anomalies génétiques localisées sur le chromosome 3 sont :

| Maladies localisées sur le chromosome 3         | Maladies localisées sur le chromosome 3 | Maladies localisées sur le chromosome 3 | Maladies localisées sur le chromosome 3 | Maladies localisées sur le chromosome 3 | Maladies localisées sur le chromosome 3 |
| ----------------------------------------------- | --------------------------------------- | --------------------------------------- | --------------------------------------- | --------------------------------------- | --------------------------------------- |
| Pathologie                                      | Transmission                            | O.M.I.M                                 | Locus                                   | Gène                                    | Protéine codée par le gène              |
| Bras long                                       |                                         |                                         |                                         |                                         |                                         |
|                                                 |                                         |                                         |                                         |                                         |                                         |
|                                                 |                                         |                                         |                                         |                                         |                                         |
|                                                 |                                         |                                         |                                         |                                         |                                         |
|                                                 |                                         |                                         |                                         |                                         |                                         |
|                                                 |                                         |                                         |                                         |                                         |                                         |
|                                                 |                                         |                                         |                                         |                                         |                                         |
|                                                 |                                         |                                         |                                         |                                         |                                         |
|                                                 |                                         |                                         |                                         |                                         |                                         |
|                                                 |                                         |                                         |                                         |                                         |                                         |
|                                                 |                                         |                                         |                                         |                                         |                                         |
|                                                 |                                         |                                         |                                         |                                         |                                         |
|                                                 |                                         |                                         |                                         |                                         |                                         |
|                                                 |                                         |                                         |                                         |                                         |                                         |
|                                                 |                                         |                                         |                                         |                                         |                                         |
|                                                 |                                         |                                         |                                         |                                         |                                         |
|                                                 |                                         |                                         |                                         |                                         |                                         |
|                                                 |                                         |                                         |                                         |                                         |                                         |
|                                                 |                                         |                                         |                                         |                                         |                                         |
|                                                 |                                         |                                         |                                         |                                         |                                         |
|                                                 |                                         |                                         |                                         |                                         |                                         |
| Atrophie Optique (Maladie de Kjer)              | Dominante                               | 165500                                  | Q29                                     |                                         |                                         |
|                                                 |                                         |                                         |                                         |                                         |                                         |
|                                                 |                                         |                                         |                                         |                                         |                                         |
|                                                 |                                         |                                         | Q28                                     |                                         |                                         |
|                                                 |                                         |                                         |                                         |                                         |                                         |
|                                                 |                                         |                                         |                                         |                                         |                                         |
|                                                 |                                         |                                         |                                         |                                         |                                         |
|                                                 |                                         |                                         | Q27                                     |                                         |                                         |
|                                                 |                                         |                                         |                                         |                                         |                                         |
|                                                 |                                         |                                         |                                         |                                         |                                         |
|                                                 |                                         |                                         |                                         |                                         |                                         |
| Pathologies oculaires par mutation du gène SOX2 | 206900                                  |                                         | q26.3-q27                               | SOX2                                    |                                         |
|                                                 |                                         |                                         | Q26                                     |                                         |                                         |
|                                                 |                                         |                                         |                                         |                                         |                                         |
|                                                 |                                         |                                         |                                         |                                         |                                         |
|                                                 |                                         |                                         |                                         |                                         |                                         |
|                                                 |                                         |                                         | Q25                                     |                                         |                                         |
|                                                 |                                         |                                         |                                         |                                         |                                         |
|                                                 |                                         |                                         |                                         |                                         |                                         |
|                                                 |                                         |                                         | Q24                                     |                                         |                                         |
|                                                 |                                         |                                         |                                         |                                         |                                         |
| Acéruléoplasminémie                             |                                         |                                         | Q23                                     |                                         |                                         |
|                                                 |                                         |                                         |                                         |                                         |                                         |
|                                                 |                                         |                                         | Q22                                     |                                         |                                         |
| Alcaptonurie                                    |                                         |                                         |                                         |                                         |                                         |
| Maladie de Charcot-Marie-Tooth type 2           |                                         |                                         |                                         |                                         |                                         |
|                                                 |                                         |                                         | Q21                                     |                                         |                                         |
|                                                 |                                         |                                         |                                         |                                         |                                         |
| Myopathie myotonique proximale                  | 602668                                  | Dominante                               | q13.3-q24                               | CNBP                                    |                                         |
|                                                 |                                         |                                         |                                         |                                         |                                         |
|                                                 |                                         |                                         | Q13                                     |                                         |                                         |
|                                                 |                                         |                                         |                                         |                                         |                                         |
|                                                 |                                         |                                         | Q12                                     |                                         |                                         |
|                                                 |                                         |                                         |                                         |                                         |                                         |
|                                                 |                                         |                                         |                                         |                                         |                                         |
|                                                 |                                         |                                         | Q11                                     |                                         |                                         |
|                                                 |                                         |                                         |                                         |                                         |                                         |
|                                                 |                                         |                                         |                                         |                                         |                                         |
| Bras court                                      |                                         |                                         |                                         |                                         |                                         |
|                                                 |                                         |                                         | P11                                     |                                         |                                         |
|                                                 |                                         |                                         | P11.2                                   |                                         |                                         |
|                                                 |                                         |                                         | P12                                     |                                         |                                         |
|                                                 |                                         |                                         |                                         |                                         |                                         |
|                                                 |                                         |                                         |                                         |                                         |                                         |
|                                                 |                                         |                                         |                                         |                                         |                                         |
|                                                 |                                         |                                         |                                         |                                         |                                         |
|                                                 |                                         |                                         |                                         |                                         |                                         |
|                                                 |                                         |                                         |                                         |                                         |                                         |
|                                                 |                                         |                                         | P13                                     |                                         |                                         |
| Syndrome de Bardet-Biedl                        |                                         |                                         |                                         |                                         |                                         |
|                                                 |                                         |                                         | P13.3                                   |                                         |                                         |
|                                                 |                                         |                                         | P13.3                                   |                                         |                                         |
|                                                 |                                         |                                         |                                         |                                         |                                         |
|                                                 |                                         |                                         | P14                                     |                                         |                                         |
| Syndrome de Larsen                              |                                         |                                         |                                         |                                         |                                         |
|                                                 |                                         |                                         |                                         |                                         |                                         |
| Encéphalopathie glycinique                      |                                         |                                         | P21                                     |                                         |                                         |
| Syndrome de Romano-Ward                         |                                         |                                         | P21                                     |                                         |                                         |
| Dysplasie septo-optique                         |                                         |                                         | P21.1                                   |                                         |                                         |
| Syndrome de Brugada                             |                                         |                                         | p21.1                                   |                                         |                                         |
| Épidermolyse bulleuse dystrophique              |                                         |                                         | p21.3                                   |                                         |                                         |
|                                                 |                                         |                                         |                                         |                                         |                                         |
|                                                 |                                         |                                         |                                         |                                         |                                         |
|                                                 |                                         |                                         | P22                                     |                                         |                                         |
|                                                 |                                         |                                         |                                         |                                         |                                         |
|                                                 |                                         |                                         |                                         |                                         |                                         |
|                                                 |                                         |                                         |                                         |                                         |                                         |
|                                                 |                                         |                                         | P23                                     |                                         |                                         |
| Dystrophie musculaire des ceintures type 1C     |                                         |                                         |                                         |                                         |                                         |
|                                                 |                                         |                                         |                                         |                                         |                                         |
|                                                 |                                         |                                         |                                         |                                         |                                         |
|                                                 |                                         |                                         | P24                                     |                                         |                                         |
|                                                 |                                         |                                         |                                         |                                         |                                         |
|                                                 |                                         |                                         |                                         |                                         |                                         |
|                                                 |                                         |                                         |                                         |                                         |                                         |
|                                                 |                                         |                                         | P25                                     |                                         |                                         |
| Maladie de Von Hippel-Lindau                    |                                         |                                         |                                         |                                         |                                         |
| Déficit en biotinidase                          |                                         |                                         |                                         |                                         |                                         |
|                                                 |                                         |                                         |                                         |                                         |                                         |
|                                                 |                                         |                                         | P26                                     |                                         |                                         |
|                                                 |                                         |                                         |                                         |                                         |                                         |
|                                                 |                                         |                                         |                                         |                                         |                                         |
|                                                 |                                         |                                         |                                         |                                         |                                         |

## Comorbidités
Parmi les facteurs de comorbidité qui augmentent le risque de contracter une forme sévère de la maladie à coronavirus 2019, une étude d'association génétique a identifié un cluster de gènes sur le chromosome 3 comme un locus de risque d'insuffisance respiratoire après infection par le coronavirus du SRAS-CoV-2. Une étude distincte comprenant 3 199 patients hospitalisés atteints de la maladie à coronavirus 2019 (COVID-19) et des individus témoins a montré que ce cluster est le principal facteur de risque génétique pour les symptômes graves après une infection et une hospitalisation par le SRAS-CoV-2,.
Ce variant génétique est un héritage de gènes de l'Homme de Néandertal. L'étude estime que ce mélange de gènes humains et néandertaliens modernes s'est produit il y a environ entre 50 000 et 60 000 ans en Europe du Sud. Les personnes qui portent ces variantes de Néandertal auraient jusqu'à trois fois plus le risque de nécessiter une ventilation mécanique que celles qui ne les possèdent pas. Les chercheurs ont également constaté qu'il existe des différences majeures dans la fréquence de ces variantes dans différentes parties du monde. En Asie du Sud, environ 50 % de la population est porteuse de cette variante et elle concerne environ 16 % des personnes en Europe. En Asie de l'Est, elle est presque absente,. Lors de la publication de l'étude , les chercheurs ignoraient pourquoi cette région génique de Néandertal est associée à un risque accru de devenir gravement malade. Une autre étude publiée sous forme de pré-impression en décembre 2020, met en lumière une enzyme appelée dipeptidyl peptidase-4 (DPP4).